# Pątnów Elektrownia
Pątnów Elektrownia – nieistniejący już przystanek kolejowy kolei normalnotorowej w Koninie, w dzielnicy Pątnów, przy elektrowni Pątnów. Położony był przy czynnej w latach 1974–1995 linii nr 388 do Kazimierza Biskupiego.